# حريقة شرعب
حريقة شرعب، قرية تقع في الاشراف شرعب الرونة، في تعز، اليمن. وتسمى «دار حريقة» نسبة إلى اسم الدار الموجودة فيها. والتي بناها، وسماها الحاج سيف منصر السبئي.

## التاريخ
يعود تاريخ القرية إلى عام1900م عندما جاء الحاج سيف منصر من بني سبأ واسس الدار الذي فيها والمسمى بدار حريقة واسس الوادي الكبير فيها المسمى بوادي الفناح الذي زرعة بالبن وهذا الوادي اشتهر بجودة البن فية ويعتبر من أفضل البن في اليمن السكان: يبلغ عدد السكان فيها حوالي 3500 نسمة كلهم من بني سبأ ومن عائلة الحاج سيف منصر أي من أولاد الحاج سيف الثلاثة صالح سيف منصر مهيوب سيف نصر سيف الأهمية: نظرا للموقع الاستراتيجي الهام للقرية فانها تشرف على الجبل الشهير في شرعب بجبل رهيد الذي وقعت فية معارك كثيرة راح ضحاياها العديد من الأشخاص بين الجبهة الشعبية التابعة للحزب الاشتراكي في اليمن وبين أبناء منطقة الاشراف بشرعب وعلى وجه الخصوص أبناء قرية حريقة فانها احتلت نصيب الاسد بموقعها الهام حيث قتل العديد من أبناء هذه القرية في الحرب ويعتبر بني سبأ من اعرق الاسر والعائلات في شرعب واليمن ولا يخفى على أحد ذلك أبناء القرية: تميزت هذه القرية بذكاء ابنائها الفريد ولذلك برغم من صغر سكان هذه القرية الا انها تعتبر الأولى من حيث عدد الكوادر التي نبغت من هذه القرية ويعتبر نسبة المتعلمين فيها 99%أي انه لا يوجد اميين لا قليل عدد الكاترة الجامعيين من اسرة صالح سيف منصر هم 89 والذين يعملون في العديد من الجامعات اليمنية والعربية والاجنبية يوجد بالقرية العديد من المناظر السياحية الخلابة الذي تتوافد إليها السواح من جميع أنحاء العالم ويعتبر دار حريقة من أهم المعالم الأثرية في المنطقة نظر لما تميز به من فن معماري الأشخاص فاق كل الفنون الابداعيه في عصرة الخلاصة يعتبر الحاج سيف منصر أحمد السبئي من كبار الشخصيات في محافظة تعز باليمن نظرا لعلاقتة التجارية الكبيرة التي بنها مع الشطر الجنوبي قبل قيام الوحدة المباركة والتي كان له دور كبير في التصدي لاعداء الوطن الذين حاولوا إثارة الفتن في شرعب
‌